# アヌログナトゥス
アヌログナトゥス (Anurognathus 「尾のない顎」) は後期ジュラ紀（チトニアン期）に生息していた小型翼竜。アヌログナトゥスは1923年ルートヴィヒ・デーデルラインによって初めて命名・記載された。模式種は Anurognathus ammoni。属名のアヌログナトゥスはギリシア語のἀν/an-「～の無い」・оὐρά/oura「尾」・γνάθος/gnathos 「顎」から名付けられており、他の「嘴口竜亜目」（つまり基底的な）翼竜と比べて非常に短い尾に由来する。種小名 ammoni はバイエルンの地質学者ルートヴィヒ・フォン・アモン (Ludwig von Ammon) への献名であり、デーデルラインは1922年に彼のコレクションからこの種の化石を取得した。

## 記載

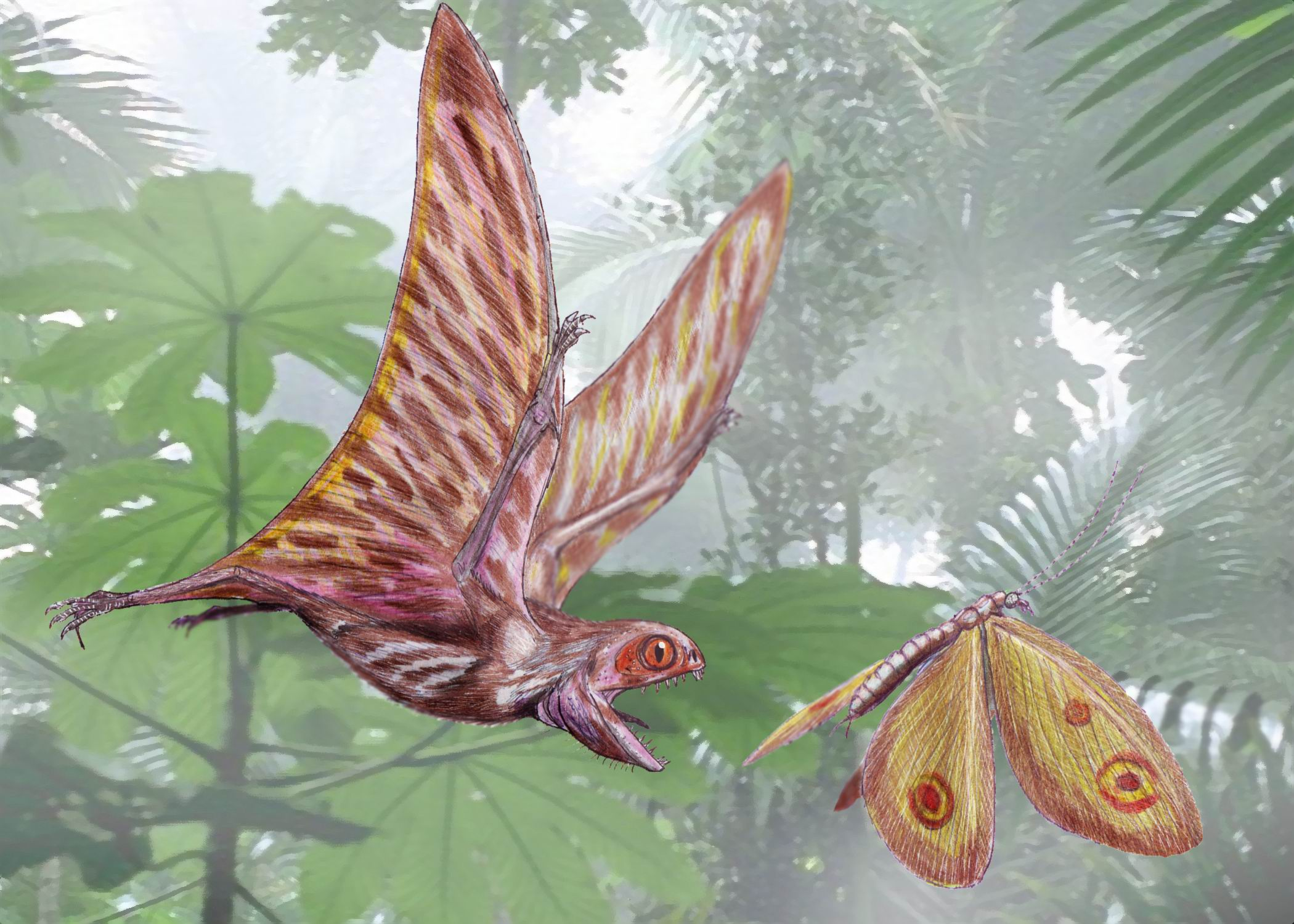
脈翅目昆虫Kalligramma haeckeliを狩猟中の想像図

この属はアイヒシュテット近郊のゾルンホーフェン石灰岩から発見された標本番号 BSP 1922.I.42（国立ミュンヘン古生物学博物館 Bayerische Staatssammlung für Palaeontologie und Geologie）を模式標本としている。本標本は石板上に残された、破損してはいるが比較的よく保存されている骨格からなる。石板のカウンターパート（割った石板の反対側）は失われているがほとんどの化石骨はそのカウンターパート上にあったと考えられており、骨格のかなりの部分は印象化石としてのみ観察可能である。
アヌログナトゥスは昆虫を捕まえるための針のような歯を備えた短い頭骨を持ち、尾は比較的短く、獲物を捕らえる際の機動性を大きくしていたと考えられている。デーデルラインによればアヌログナトゥスの短い尾は現生鳥類の尾端骨と類似性を持っている。その短い尾に対してより「嘴口竜亜目」的な特徴として、伸長した第5趾・短い中手骨・短い頚部を持つ。推測される翼開長は 50cm であり、頭部を含めた体幹部の長さは 9cm で、体重は軽い。2008年の Mark Paul Witton の推測によれば、翼開長を 35cm と仮定した状態でその質量はおよそ 40g である。模式標本は1975年にペーター・ヴェルンホファーによって再記載された。
後にもっと小さい、おそらくは未成熟個体と思われる第2標本が発見された。その標本は2つのカウンターパートに分割されており、両方とも個人のコレクションとして売却され、どちらにも正式な登録番号はついていない。この標本はベネット (S. Christopher Bennet) によって記載された。第2標本は最初のものと比べてより完全に近い保存状態で関節もよくつながっている。翼膜の大部分が印象として保存され、紫外線光の元では大腿部と腕部の筋肉の痕跡も観察可能である。この標本は解剖学上の多くの点において新しい情報をもたらした。頭蓋骨は長さよりも幅の方が長い、短く幅広いものだと示された。ヴェルンホファーの1975年の論文では大きな眼窩を前眼窩窓と間違えた不正確な復元がなされていた。前眼窩窓は頭蓋骨の開口部で、ほとんどの翼竜では眼窩より大きいが、アヌログナトゥスの場合は縮小し、鼻孔と共に平らな鼻先の前部に位置していた。両目は幾分前方を向き、ある程度の両眼視が可能であった。頭蓋骨の大部分は骨の桁から構成されている。尾端骨と推定される部分は残されていないが、印象ではなく現存している9個の尾椎を調べた結果、それらは非常に短縮しているものの癒合してはいないことが判明した。翼の指節骨は4番目の骨が存在しない。ベネットによれば、脛部付近で観察できる翼膜は翼が足首まで達していたことを示しており、よって翼の形状は幅広く短いものであった。またベネットは模式標本を再調査し、上下顎にある隆起はヒゲとして飛び出していた体毛が口元にあった証拠ではないかと解釈している。

## 分類
アヌログナトゥスは1937年にオスカー・クーン (Oskar Kuhn) によってアヌログナトゥス科 (Anurognathidae) に分類された。現在の分岐学におけるクレードとしてのアヌログナトゥス科においてはアヌログナトゥスは、バトラコグナトゥス・デンドロリンコイデス・ジェホロプテルスを含むバトラコグナトゥス亜科 (Batrachognathinae) と姉妹群を形成する。

## 古生物学

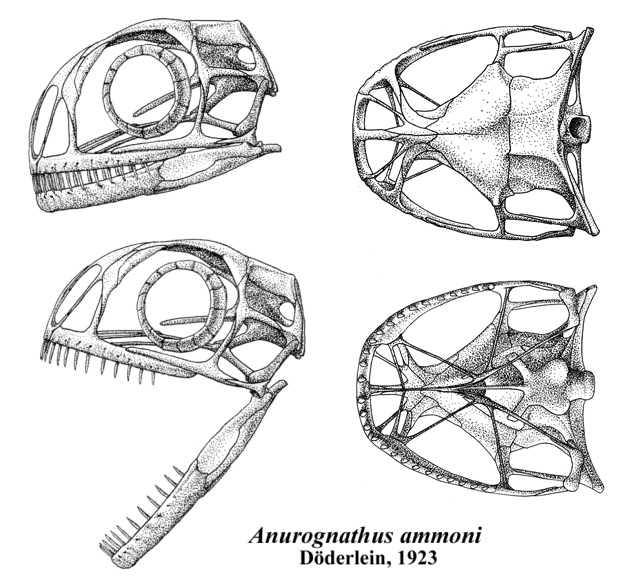
Jaime Headdenによって復元された頭蓋骨図

デーデルラインによれば、アヌログナトゥスは細長い翼で素早く飛行し獲物を急襲する、現在のヨタカのような動物であった。それに対しベネットは、翼が実際には幅広く短いことが解明されたことから、その尾が短いことも合わせ、この動物が低速で飛行しその機動性により獲物を捕らえることに特化した捕食者であり、その大きな目は薄明活動性の生活に適応したものであったと推測している。これは翼指の関節が非常に大きな可動域を持っていたことからも支持される可能性がある。